# روستاوی استیل
روستاوی استیل (انگلیسی: Rustavi Steel) شرکت فولاد گرجستانی است، که در سال ۱۹۴۸ تأسیس شد.